# تعدیل گری (آمار)
در آمار و تحلیل رگرسیون، تعدیل (همچنین به عنوان اصلاح اثر شناخته می شود) زمانی رخ می دهد که رابطه بین دو متغیر به متغیر سومی بستگی داشته باشد. متغیر سوم به عنوان متغیر تعدیل گر (یا تعدیل کننده اثر) یا تعدیل کننده (یا اصلاح کننده) نامیده می شود.
اثر یک متغیر تعدیلگر از نظر آماری به‌عنوان یک تعامل مشخص می‌شود؛ یعنی یک متغیر طبقه‌بندی (مانند جنس، قومیت، طبقه) یا پیوسته (مانند سن، سطح پاداش) که با جهت و یا میزان رابطه بین متغیر وابسته و مستقل مرتبط است. 
به طور خاص در چارچوب تحلیل همبستگی، تعدیل کننده متغیر سومی است که بر همبستگی مرتبه صفر بین دو متغیر دیگر یا مقدار شیب متغیر وابسته بر روی متغیر مستقل تأثیر می گذارد. 
در اصطلاحات تحلیل واریانس (ANOVA)، یک اثر تعدیل کننده اساسی را می توان به عنوان یک تعامل بین یک متغیر مستقل کانونی و عاملی که شرایط مناسب برای عملکرد آن را مشخص می کند ، نشان داد.

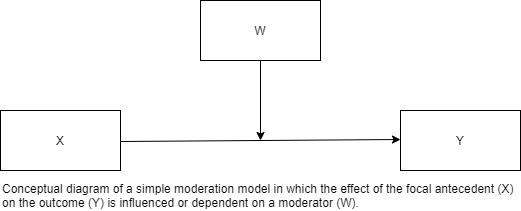
نمودار مفهومی یک مدل تعدیل ساده که در آن تأثیر مقدم کانونی (X) بر نتیجه (Y) تحت تأثیر یا وابسته به یک تعدیل کننده (W) است.